# تاس ا کافه

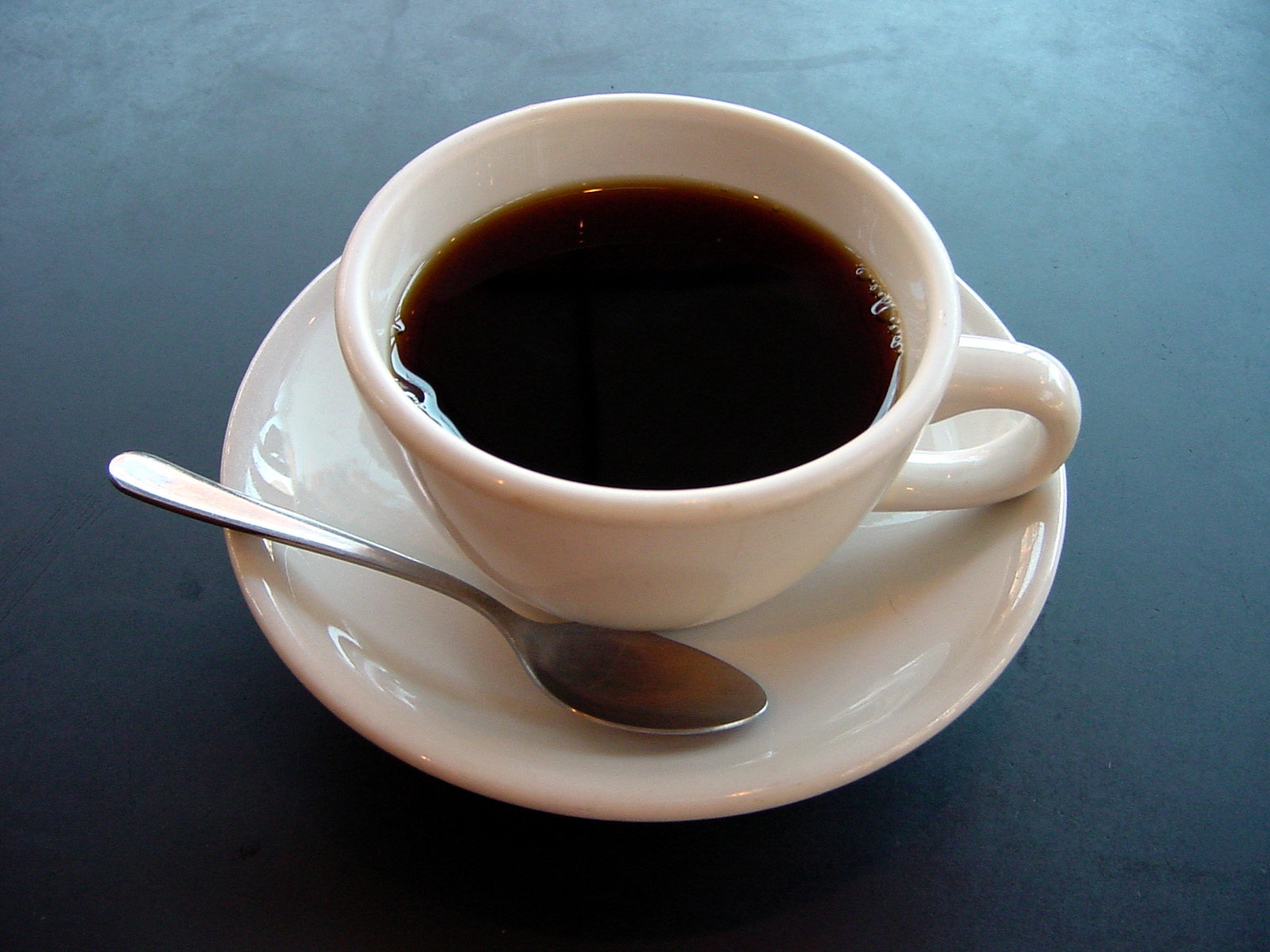
یک تاس پر از قهوه

یک تاس ا کافه (تلفظ در فرانسوی: [tɑs‿a kafe], فنجان قهوه) یک فنجان عموماً از جنس چینی سفید و با ظرفیت حدودی ۱۲۰ میلی لیتر (۴ fl اونس) است که در آن قهوه سرو می‌شود. همچنین گاهی از آن برای سرو بخش‌های کوچک نوشیدنی‌های غنی مانند شکلات داغ نیز استفاده می‌شود.
این کلمه از عربی: طاس‎، ت. «ṭās» از فارسی: طاس‎، ت. «ṭās»، به معنی فنجان یا کاسه گرفته شده است. یک فنجان نیم‌اندازه را دمی تاس (به انگلیسی دمیتاس) می‌نامند که به معنای واقعی کلمه «نیم فنجان» است.